# Banlieues Bleues
Banlieues Bleues ist ein Jazzfestival, das alljährlich im März bis Mitte April im Département Seine-Saint-Denis nahe Paris stattfindet.

## Geschichte des Festivals
Das Festival Banlieues Bleues wurde 1984 gegründet, firmierte zunächst als Jazz en Aulnoye und wurde dann unter neuer Bezeichnung von verschiedenen Gemeinden des Départements ausgerichtet. So traten u. a. Max Roach und Dizzy Gillespie im Duo im März 1989 in der Maison de la Culture de la Seine in Bobigny auf. 1990 stellte Eddy Louiss ein 70-köpfiges Multicolor Feeling Fanfare-Orchester zusammen.
Seit 2006 wird das Festival im Veranstaltungsort La Dynamo in Pantin für Spielformen des Jazz und der improvisierten Musik ausgetragen; weitere Veranstaltungen finden in 15 Kommunen des Départements wie Aubervilliers, Gonesse, Le Blanc-Mesnil, Saint-Ouen, Stains oder Tremblay-en-France statt. Zahlreiche Livemitschnitte des Festivals erschienen als DVD und Tonträger. Der langjährige Organisator Jacques Pornon gab 2001 die Leitung an Xavier Lemettre ab.
Finanziert wird das Festival vom Generalrat von Seine-Saint-Denis, den Kantonen, dem Conseil régional der Region Île de France und dem Kulturministerium. Banlieues Bleues, das sich inzwischen zu einem der größten Musikfestivals im Großraum Paris entwickelt hat, findet 2012 mit Auftritten von Künstlern wie McCoy Tyner, Joe Lovano, Nicole Mitchell, François Corneloup, Bruno Chevillon, Bernard Lubat, Marc Ribot, Romano/Sclavis/Texier, Bojan Z und Nguyên Lê statt. Das Art Ensemble of Chicago feiert dort sein 35-jähriges Bestehen. Ferner spielt das Orchestre National de Jazz unter Leitung von Claude Barthélemy.
Zu den Künstlern, die auf dem Banlieues Bleues Festival konzertierten, gehören Rabih Abou-Khalil, Noël Akchoté, Jean-Jacques Avenel, Han Bennink, Tim Berne, Peter Brötzmann, Avery Brooks, Taylor Ho Bynum, Jacques Coursil, Vincent Courtois, Benoît Delbecq, Dave Douglas, Paul Dunmall, Andy Emler, Roberto Fonseca, Bill Frisell, Fred Frith, Alfred Harth, Mary Halvorson, Yaron Herman, Susie Ibarra, Soweto Kinch, Stéphane Kochoyan, Peter Kowald, The Last Poets, Yusef Lateef, Jean-Marie Machado, Hugh Masekela, Christophe Marguet, Joe McPhee, David Murray, Michel Petrucciani, Michel Portal, Ernst Reijseger, Yves Robert, Archie Shepp, Esperanza Spalding, Cecil Taylor, Henry Threadgill, Claude Tchamitchian, Assif Tsahar, Fred Van Hove, Vienna Art Orchestra und David S. Ware.

## Diskographische Hinweise
- 1987: Günter Sommer Reunion – Seven Hit Pieces (Evidence)
- 1989: Chris McGregors Brotherhood of Breath: En Concert a Banlieues Bleues (mit Archie Shepp)
- 1989:  Max Roach & Dizzy Gillespie – Max + Dizzy Paris 1989 (A&M Records)
- 1991: Sun Ra Arkestra – Friendly Galaxy (Leo Records)
- 1994: Michel Doneda – Ogooue-Ogoway
- 1994: Denis Colin –  In situ à Banlieues Bleues,
- 1996: Joëlle Léandre – Live @ Banlieues Bleues, Georg Gräwe und François Houle
- 2000: Pino Minafra – Canto Libero
- 2004: Burnt Sugar/Vijay Iyer – Not April in Paris: Live from Banlieues Bleues
- 2006: Mahmoud Ahmed & Either/Orchestra – Ethiogroove
- 2011: George Lewis – Les Exercices Spirituels